# Sweelinckprijs
De Sweelinckprijs, ook wel de Sweelinck-Mullerprijs is een prijs die wordt toegekend aan personen die een bijzondere bijdrage hebben geleverd aan de orgelcultuur, hetzij als organist, hetzij als componist, of anderszins. De prijs is genoemd naar Jan Pieterszoon Sweelinck, onder meer organist van de Oude Kerk in Amsterdam.
In 1998 werd de Stichting Jan Pieterszoon Sweelinckprijs opgericht. Zij wil "met een zekere regelmaat brede belangstelling voor het orgel en de orgelmuziek tot stand brengen en in stand te houden". Dat doet ze door het toekennen van de Sweelinckprijs. De prijs kan uitgereikt worden in de vorm van een œuvreprijs, maar ook van een (stimulerings)prijs voor jonge organisten met vernieuwende en innovatieve plannen.
De prijs is ter beschikking gesteld door het Hendrik Vaderlandsch Mullerfonds en moet gebruikt worden voor een  vervolgstudies bij gerenommeerde binnenlandse of buitenlandse organisten.

## Laureaten
voor zover bekend
- 2022 - geen eerste prijs[2]
- 2020 - het Orgelpark[3][4]
- 2018 - Laurens de Man[5]
- 2015 - Marlinda Wenselaar[5]
- 2014 - Hugo Bakker[5]
- 2012 – Bert Matter[6]
- 2011 - niet toegekend
- 2010 – Reitze Smits
- 2009 – Jacob Lekkerkerker[5]
- 2007 – Leo van Doeselaar
- 2005 – Jan Welmers
- 2004 – Jan Jongepier

## Voormalige Sweelinckprijs rijksoverheid
In de jaren '60 en '70 van de twintigste eeuw kende de rijksoverheid ook een Sweelinckprijs, die driemaal werd uitgereikt aan componisten voor hun oeuvre. De prijs werd door de minster van Cultuur uitgereikt op voordracht van een commissie, die koos uit voorgedragen componisten door de Raad voor de Kunst.
- 1972 – Henk Badings[7]
- 1969 – Kees van Baaren[8]
- 1964 - Guillaume Landré[9]
- 1960 - Hendrik Andriessen ontvangt de Van der Leeuwprijs, een oeuvreprijs voor componisten die later omgedoopt zou worden in de Sweelinckprijs[10][11]